# 韦理生

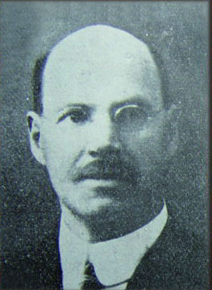

韦理生（英語：Wilbur F. Wilson，又译威尔伯·威尔逊），清末民初美以美会传教士，长期居住于南京，1912年起任金陵大学外国文学系主任，1917年-1924年任金陵大学附属中学校长。

## 家庭
- 妻：玛丽·萝内·威尔逊（Mary Rowley Wilson）
- 子：罗伯特·威尔逊（Robert O. Wilson）
- 姐夫：福开森